# Bugogwa
Bugogwa è una circoscrizione urbana (urban ward) della Tanzania situata nel distretto di Ilemela, regione di Mwanza. Conta una popolazione di 37 312 abitanti (censimento 2012).